# Daniel Ünal
Daniel Ünal (Locarno, 18 januari 1990) is een Zwitsers voetballer van Aramese afkomst. Hij speelde tot 2013 bij FC Locarno als een middenvelder. Sindsdien staat de speler niet meer onder contract.

## Statistieken
| Seizoen | Club              | Land        | Competitie        | Wed. | Goals |
| ------- | ----------------- | ----------- | ----------------- | ---- | ----- |
| 2006/07 | AC Bellinzona     | Zwitserland | Challenge League  | 19   | 1     |
| 2007/08 | AS Roma Primavera | Italië      | Serie A           | 0    | 0     |
| 2008/09 | FC Basel U21      | Zwitserland | 1.Liga Groep 2    | 20   | 3     |
| 2009/10 | FC Basel          | Zwitserland | Axpo Super League | 2    | 0     |
| 2009/10 | FC Basel U21      | Zwitserland | 1.Liga Groep 2    | 14   | 3     |
| 2010/11 | FC Basel          | Zwitserland | Axpo Super League | 4    | 0     |
| 2010/11 | FC Basel U21      | Zwitserland | 1.Liga Groep 2    | 11   | 2     |
| 2011/12 | FC Locarno        | Zwitserland | Challenge League  | 12   | 0     |
| Totaal  | Totaal            | Totaal      | Totaal            | 82   | 9     |

Bijgewerkt op 30 jan 2012 